# Émile Oudet
Émile Oudet (Parigi, 19 febbraio 1826 – Limeil-Brévannes, 1909) è stato un operaio francese.
Fece parte del Consiglio della Comune di Parigi.

## Biografia
Pittore su porcellana, subì numerose condanne per motivi politici sotto il Secondo Impero. Membro della I Internazionale, durante l'assedio di Parigi del 1870 fu delegato al Comitato centrale dei venti arrondissement e fu l'animatore del club rivoluzionario Favier di Belleville.
Da novembre fu vicesindaco del XIX arrondissement e il 26 marzo 1871 fu eletto al Consiglio della Comune, facendo parte della Commissione sicurezza. Votò per l'istituzione del Comitato di Salute pubblica.
Combatté sulle barricate durante la Settimana di sangue e fu ferito il 27 maggio. Si rifugiò in Inghilterra per sfuggire alla condanna delle corti marziali di Versailles. Tornò in Francia con l'amnistia generale del 1880 e morì all'ospizio di Brévannes.